# Zhambyl (distrito)
Zhambyl Distrito (em cazaque:  Жамбыл ауданы, Jambyl aýdany) é um distrito da Almaty (região) no Cazaquistão. O centro administrativo do distrito é o selo de Uzynagash. População: 137 129 (2013 estimativa); 117,599 (Resultados do Censo 2009); 105,895 (Resultados do Censo de 1999).